# Kasteel van Bever

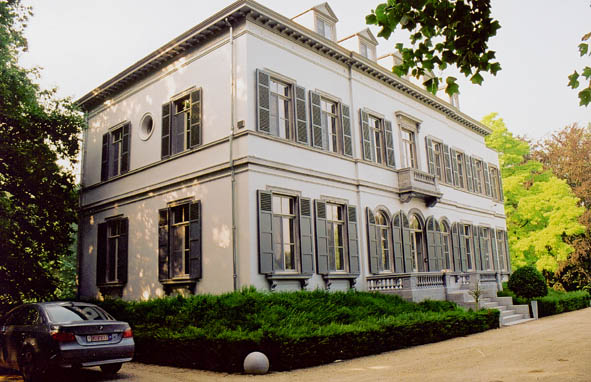
Het kasteel in 2005

Het kasteel van Bever - in het primitief kadasterplan van 1821 het Nekkerken genoemd - is een neoclassicistisch landhuis uit 1846, gelegen in de wijk Bever, ten westen van het centrum van Strombeek-Bever, aan de grens met Wemmel en Meise.
Het oorspronkelijke kasteel werd in de loop van de 18e eeuw vergroot, maar werd later afgebroken om plaats te maken voor het huidige kasteel met U-vormig koetshuis, dat in opdracht van Jean-Constantin de Villegas de Clercamp (1808-1880) gebouwd werd. In 2004 werd het kasteel gerenoveerd en gerestaureerd.

## Familie de Villegas de Clercamp
Het kasteel was sedert 1748 in het bezit van de familie de Villegas de Clercamp, die later ook het Hof te Bever bij het goed voegde.

## Verkoop aan Bart Verhaeghe
In september 2003 werden het kasteel en het bijbehorende park verkocht aan Bever Investments NV, een vennootschap van projectontwikkelaar Bart Verhaeghe die in datzelfde jaar werd opgericht. Daarna werd het kasteel en de oranjerie in 2004 gerenoveerd om als nieuw hoofdkwartier van Verhaeghe's ondernemingen te dienen.

## Park van het kasteel
Het park van het kasteel bevat merkwaardige boomsoorten en wordt zelfs beschouwd als een waardevol arboretum. Het domein van het kasteel wordt ook het "Nekkerken" genoemd, naar de naam van de moeras- of waterduivel 'nekker' die in vele moerastoponiemen voorkomt.
Aan de zuidelijke ingang van het domein bevindt zich de Sint-Antoniuskapel, een dankkapel uit 1896, die graaf Alphonse de Villegas de Clercamp bouwde naar aanleiding van de geboorte van zijn zoon Antoine.
In 1945 werd een tweede dankkapel, toegewijd aan Onze-Lieve-Vrouw, gebouwd naast de voormalige conciërgewoning aan de noordelijke toegang (Drijpikkelstraat nr. 27).